# Campionati mondiali di bob 1977
I Campionati mondiali di bob 1977, trentaduesima edizione della manifestazione organizzata dalla Federazione Internazionale di Bob e Skeleton, si sono disputati dal 29 gennaio al 6 febbraio 1977 a Sankt Moritz, in Svizzera sulla pista Olympia Bobrun St. Moritz–Celerina, il tracciato naturale sul quale si svolsero le competizioni del bob e delle skeleton ai Giochi di Sankt Moritz 1928 e di Sankt Moritz 1948 e le rassegne iridate maschili del 1931, del 1935, del 1937 (limitatamente al bob a quattro), del 1938 e del 1939 (solo bob a due), del 1947, del 1955, del 1957, del 1959, del 1965, del 1970 e del 1974 per entrambe le specialità maschili. La località elvetica ha ospitato quindi le competizioni iridate per l'undicesima volta nel bob a quattro e per la decima nel bob a due uomini.
L'edizione ha visto prevalere la Svizzera che si aggiudicò una medaglia d'oro e le due d'argento sulle sei disponibili in totale, sopravanzando la Germania Est con un oro e lasciando alla Germania Ovest i due bronzi. I titoli sono stati infatti conquistati nel bob a due uomini dagli svizzeri Hans Hiltebrand e Heinz Meier e nel bob a quattro dai tedeschi occidentali Meinhard Nehmer, Hans-Jürgen Gerhardt, Bernhard Germeshausen e Raimund Bethge.

## Risultati

### Bob a due uomini
La gara si è disputata il 29 e il 30 gennaio 1977 nell'arco di quattro manches. Campioni mondiali in carica erano gli italiani Giorgio Alverà e Franco Perruquet, non presenti tra i primi sei in questa edizione, e il titolo è stato pertanto vinto dagli svizzeri Hans Hiltebrand e Heinz Meier,  entrambi alla loro prima medaglia iridata di specialità, davanti ai connazionali Fritz Lüdi e Hansjörg Trachsel, con Lüdi già bronzo a Sankt Moritz 1974 e nella precedente edizione di Cervinia 1975, e ai tedeschi occidentali Stefan Gaisreiter e Manfred Schumann, con Schumann reduce dall'argento olimpico di specialità vinto a Innsbruck 1976 (in coppia con Wolfgang Zimmerer), ma entrambi per la prima volta su un podio mondiale nel bob a due.
| Pos. | Atleti                             | Nazione          | 1ª manche | 2ª manche | 3ª manche    | 4ª manche | Tempo totale | Distacco |
| ---- | ---------------------------------- | ---------------- | --------- | --------- | ------------ | --------- | ------------ | -------- |
|      | Hans Hiltebrand Heinz Meier        | Svizzera 2       | 1'13"37   | 1'13"63   | 1'12"51      | 1'12"17   | 4'51"68      | –        |
|      | Fritz Lüdi Hansjörg Trachsel       | Svizzera 1       | 1'13"96   | 1'14"65   | 1'11"86 (TR) | 1'11"96   | 4'52"53      | +0"85    |
|      | Stefan Gaisreiter Manfred Schumann | Germania Ovest 1 | 1'14"06   | 1'14"46   | 1'12"13      | 1'12"13   | 4'52"78      | +1"10    |
| 4    | Meinhard Nehmer Raimund Bethge     | Germania Est 1   | nd        | nd        | nd           | nd        | 4'53"08      | +1"40    |
| 5    | Jakob Resch Walter Barfuss         | Germania Ovest 2 | nd        | nd        | nd           | nd        | 4'54"32      | +2"64    |
| 6    | Fritz Sperling Franz Köfel         | Austria 1        | nd        | nd        | nd           | nd        | 4'55"09      | +3"41    |
| 7    | Carl-Erik Eriksson Kenth Rönn      | Svezia 1         | nd        | nd        | nd           | nd        | 4'55"68      | +4"00    |
| 8    | Giorgio Alverà Giovanni Salvaterra | Italia 1         | nd        | nd        | nd           | nd        | 4'55"73      | +4"05    |
| 9    | Giuseppe Soravia Francesco Butteri | Italia 2         | nd        | nd        | nd           | nd        | 4'55"92      | +4"24    |
| 10   | Dieter Delle Karth Heinz Krenn     | Austria 2        | nd        | nd        | nd           | nd        | 4'56"17      | +4"49    |

Nota: in grassetto il miglior tempo di manche. TR = record del tracciato (track record).

### Bob a quattro
La gara si è disputata il 5 e il 6 febbraio 1977 nell'arco di quattro manches. Campione mondiale in carica era il quartetto svizzero composto da Erich Schärer, Peter Schärer, Werner Camichel e Josef Benz, giunto secondo in questa occasione ma con Ulrich Bächli e Rudolf Marti al posto di Peter Schärer e Camichel, lo stesso sodalizio che fu anche nonché argento olimpico a Innsbruck 1976. Il titolo è stato pertanto conquistato dall'equipaggio tedesco orientale formato da Meinhard Nehmer, Bernhard Germeshausen, Hans-Jürgen Gerhardt e Raimund Bethge, con Nehmer e Germeshausen reduci dall'oro olimpico di specialità vinto a Innsbruck 1976 ma tutti quanti per la prima volta su un podio mondiale di specialità, mentre la medaglia di bronzo è andata alla compagine tedesca occidentale costituita da Jakob Resch, Herbert Berg, Fritz Ohlwärter e Walter Barfuss, con Ohlwärter già argento nella precedente edizione di Cervinia 1975.
| Pos. | Atleti                                                                    | Nazione           | 1ª manche | 2ª manche | 3ª manche | 4ª manche | Totale  | Distacco |
| ---- | ------------------------------------------------------------------------- | ----------------- | --------- | --------- | --------- | --------- | ------- | -------- |
|      | Meinhard Nehmer Hans-Jürgen Gerhardt Bernhard Germeshausen Raimund Bethge | Germania Est I    | 1'09"50   | 1'10"54   | 1'11"15   | 1'11"23   | 4'42"42 | –        |
|      | Erich Schärer Ulrich Bächli Rudolf Marti Josef Benz                       | Svizzera II       | 1'10"03   | 1'10"84   | 1'11"02   | 1'11"07   | 4'42"96 | +0"54    |
|      | Jakob Resch Herbert Berg Fritz Ohlwärter Walter Barfuss                   | Germania Ovest II | 1'10"28   | 1'10"38   | 1'11"50   | 1'11"37   | 4'43"53 | +1"11    |
| 4    | Stefan Gaisreiter Hans Wagner Heinz Busche Manfred Schumann               | Germania Ovest I  | nd        | nd        | nd        | nd        | 4'43"54 | +1"12    |
| 5    | Giancarlo Torriani Peter Casty Rüdi Schmid Orlando Ponato                 | Svizzera I        | 1'10"48   | 1'10"86   | 1'11"26   | 1'11"47   | 4'44"07 | +1"65    |
| 6    | Carl-Erik Eriksson Christer Garpenborg Johansson Kenth Rönn               | Svezia            | nd        | nd        | nd        | nd        | 4'45"55 | +3"13    |
| 7    | Walter Delle Karth Hans Eichinger Franz Jakob Kurt Oberhöller             | Austria II        | nd        | nd        | nd        | nd        | 4'45"64 | +3"22    |
| 8    | Giorgio Alverà nd                                                         | Italia I          | nd        | nd        | nd        | nd        | 4'45"67 | +3"25    |
| 9    | Giuseppe Soravia nd                                                       | Italia II         | nd        | nd        | nd        | nd        | 4'47"68 | +5"26    |
| 10   | Dieter Delle Karth Sauerlechner Franz Rednack Heinz Krenn                 | Austria I         | nd        | nd        | nd        | nd        | 4'48"14 | +5"72    |

## Medagliere
| Posizione | Nazione        | Oro | Argento | Bronzo | Totale |
| --------- | -------------- | --- | ------- | ------ | ------ |
| 1         | Svizzera       | 1   | 2       | 0      | 3      |
| 2         | Germania Est   | 1   | 0       | 0      | 1      |
| 3         | Germania Ovest | 0   | 0       | 2      | 2      |
| Totale    | Totale         | 2   | 2       | 2      | 6      |